# Senna Comasco
Senna Comasco là một đô thị ở tỉnh Como trong vùng Lombardia, có cự ly khoảng 35 km về phía bắc của Milano và khoảng 6 km về phía nam của Como. Tại thời điểm ngày 31 tháng 12 năm 2004, đô thị này có dân số 2.995 người và diện tích là 2,7 km².
Đô thị Senna Comasco có các frazione (đơn vị trực thuộc) Navedano.
Senna Comasco giáp các đô thị: Cantù, Capiago Intimiano, Casnate con Bernate, Como, Cucciago.